# Roy Barry
Roy Barry (Edimburgo, 19 settembre 1942) è un ex calciatore e allenatore di calcio scozzese, di ruolo difensore.

## Carriera

### Giocatore
Tra il 1961 ed il 1966 ha giocato 94 partite e segnato 8 reti con la maglia dell'Hearts nella prima divisione scozzese, vincendo anche una Coppa di Lega nella stagione 1962-1963 e sfiorando la vittoria del campionato nella stagione 1964-1965, chiusa con un secondo posto in classifica dietro al Kilmarnock ma a pari punti. In seguito gioca per altre tre stagioni nella prima divisione scozzese con il Dunfermline, con cui, oltre a conquistare un terzo ed un quarto posto in classifica in campionato, vince la Coppa di Scozia nella stagione 1967-1968 prendendo quindi parte alla Coppa delle Coppe 1968-1969, nella quale il suo club raggiunge la semifinale. In seguito, dopo 8 stagioni consecutive in patria, si trasferisce agli inglesi del Coventry City, con cui nella stagione 1969-1970 conquista un sesto posto nella prima divisione inglese; gioca in massima serie anche nelle successive tre stagioni, arrivando a totalizzare complessivamente 69 presenze e 3 reti in questo campionato. Nell'estate del 1973 scende di categoria, andando a giocare in seconda divisione al Crystal Palace, dove rimane anche per la stagione 1974-1975, trascorsa in terza divisione dopo la retrocessione dell'anno precedente. Nell'estate del 1975 torna quindi in patria, all'Hibernian, con cui totalizza ulteriori 36 presenze nella prima divisione scozzese. In seguito gioca nella seconda divisione scozzese con l'East Fife e nelle serie minori inglesi con il Nuneaton Town, club di cui era contemporaneamente anche allenatore.

### Allenatore
Dal 1976 al 1978 allena nella seconda divisione scozzese, chiudendo la sua ultima stagione con una retrocessione in terza divisione; allena poi per un anno il Nuneaton Town nelle serie minori inglesi. Dal 3 febbraio al 28 febbraio 1982 ha allenato l'Oxford Utd, collezionando 2 vittorie, 3 pareggi ed una sconfitta nella terza divisione inglese.

## Palmarès

### Giocatore

#### Competizioni nazionali
- Coppa di Scozia: 1

Dnufermline: 1967-1968
- Coppa di Lega scozzese: 1

Hearts: 1962-1963